# Államok vezetőinek listája 1960-ban
Ezen az oldalon az 1960-ban fennálló államok vezetőinek névsora olvasható földrészek, majd országok szerinti bontásban.

## Európa
- Albánia (népköztársaság)
  - A kommunista párt főtitkára – Enver Hoxha (1944–1985)
  - Államfő – Haxhi Lleshi (1953–1982), lista
  - Kormányfő – Mehmet Shehu (1954–1981), lista
- Andorra (parlamentáris társhercegség)
  - Társhercegek
    - Francia társherceg – Charles de Gaulle (1959–1969), lista
    - Episzkopális társherceg – Ramon Iglesias i Navarri (1943–1969), lista
- Ausztria (szövetségi köztársaság)
  - Államfő – Adolf Schärf (1957–1965), lista
  - Kancellár – Julius Raab (1953–1961), szövetségi kancellár lista
- Belgium (parlamentáris monarchia)
  - Uralkodó – I. Baldvin király (1951–1993)
  - Kormányfő – Gaston Eyskens (1958–1961), lista
- Bulgária (népköztársaság)
  - A kommunista párt vezetője – Todor Zsivkov (1954–1989), a Bolgár Kommunista Párt főtitkára
  - Államfő – Dimitar Ganev (1958–1964), lista
  - Kormányfő – Anton Jugov (1956–1962), lista
- Ciprus (köztársaság)
- Brit Ciprus 1960. augusztus 14-én nyerte el függetlenségét.
  - Kormányzó – Sir Hugh Foot (1957–1960)
  - Államfő – III. Makáriosz ciprusi érsek (1960–1974), lista
- Csehszlovákia (népköztársaság)
- A Csehszlovák Köztársaság 1960. július 11-én felvette a Csehszlovák Szocialista Köztársaság nevet.
  - A kommunista párt vezetője – Antonín Novotný (1953–1968), a Csehszlovák Kommunista Párt főtitkára
  - Államfő – Antonín Novotný (1957–1968), lista
  - Kormányfő – Viliam Široký (1953–1963), lista
- Dánia (parlamentáris monarchia)
  - Uralkodó – IX. Frigyes király (1947–1972)
  - Kormányfő – 
    1. H. C. Hansen (1955–1960)
    2. Viggo Kampmann (1960–1962), lista

  -  Feröer
    - Kormányfő – Peter Mohr Dam (1959–1963), lista
- Egyesült Királyság (parlamentáris monarchia)
  - Uralkodó – II. Erzsébet Nagy-Britannia királynője (1952–2022)
  - Kormányfő – Harold Macmillan (1957–1963), lista
- Finnország (köztársaság)
  - Államfő – Urho Kekkonen (1956–1981), lista
  - Kormányfő – V. J. Sukselainen (1959–1961), lista
  -  Åland – 
    - Kormányfő – Hugo Johansson (1955–1967)
- Franciaország (köztársaság)
  - Államfő – Charles de Gaulle (1959–1969), lista
  - Kormányfő – Michel Debré (1959–1962), lista
- Görögország (monarchia)
  - Uralkodó – Pál király (1947–1964)
  - Kormányfő – Konsztantinosz Karamanlisz (1958–1961), lista
- Hollandia (parlamentáris monarchia)
  - Uralkodó – Julianna királynő (1948–1980)
  - Miniszterelnök – Jan de Quay (1959–1963), lista
  -  Holland Antillák (a Holland Királyság tagállama)
    - Kormányzó – Antonius B. Speekenbrink (1957–1961), lista
    - Miniszterelnök – Efraïn Jonckheer (1954–1968), lista

  -  Suriname (a Holland Királyság tagállama)
    - Főkormányzó – Jan van Tilburg (1956–1963), lista
    - Miniszterelnök – Severinus Désiré Emanuels (1958–1963), lista
- Izland (köztársaság)
  - Államfő – Ásgeir Ásgeirsson (1952–1968), lista
  - Kormányfő – Ólafur Thors (1959–1963), lista
- Írország (köztársaság)
  - Államfő – Éamon de Valera (1959–1973), lista
  - Kormányfő – Seán Lemass (1959–1966), lista
- Jugoszlávia (népköztársaság)
  - A kommunista párt vezetője – Josip Broz Tito (1936–1980), a Jugoszláv Kommunista Liga Elnökségének elnöke
  - Államfő – Josip Broz Tito (1953–1980), Jugoszlávia Elnöksége elnöke, lista
  - Kormányfő – Josip Broz Tito (1943–1963), lista
- Lengyelország (népköztársaság)
  - A kommunista párt vezetője – Władysław Gomułka (1956–1970), a Lengyel Egyesült Munkáspárt KB első titkára
  - Államfő – Aleksander Zawadzki (1952–1964), lista
  - Kormányfő – Józef Cyrankiewicz (1954–1970), lista
- Liechtenstein
  - Uralkodó – II. Ferenc József herceg (1938–1989)
  - Kormányfő – Alexander Frick (1945–1962), lista
- Luxemburg (parlamentáris monarchia)
  - Uralkodó – Sarolta nagyherceg (1919–1964)[1]
  - Kormányfő – Pierre Werner (1959–1974), lista
- Magyarország (népköztársaság)
  - A kommunista párt vezetője – Kádár János (1956–1988), a Magyar Szocialista Munkáspárt első titkára
  - Államfő – Dobi István (1952–1967), az Elnöki Tanács elnöke, lista
  - Kormányfő – Münnich Ferenc (1958–1961), lista
- Monaco
  - Uralkodó – III. Rainier herceg (1949–2005)
  - Államminiszter – Émile Pelletier (1959–1962), lista
- NDK (Német Demokratikus Köztársaság) (népköztársaság)
  - A kommunista párt vezetője – Walter Ulbricht (1950–1971), a Német Szocialista Egységpárt főtitkára
  - Államfő – 
    1. Wilhelm Pieck (1949–1960)
    2. Johannes Dieckmann (1960), ügyvivő
    3. Walter Ulbricht (1960–1973), az NDK Államtanácsának elnöke

  - Kormányfő – Otto Grotewohl (1949–1964), az NDK Minisztertanácsának elnöke
- NSZK (Német Szövetségi Köztársaság) (szövetségi köztársaság)
  - Államfő – Heinrich Lübke (1959–1969), lista
  - Kancellár – Konrad Adenauer (1949–1963), lista
- Norvégia (parlamentáris monarchia)
  - Uralkodó – V. Olaf király (1957–1991)
  - Kormányfő – Einar Gerhardsen (1955–1963), lista
- Olaszország (köztársaság)
  - Államfő – Giovanni Gronchi (1955–1962), lista
  - Kormányfő – 
    1. Antonio Segni (1959–1960)
    2. Fernando Tambroni (1960)
    3. Amintore Fanfani (1960–1963), lista
- Portugália (köztársaság)
  - Államfő – Américo Tomás (1958–1974), lista
  - Kormányfő – António de Oliveira Salazar (1933–1968), lista
- Románia (népköztársaság)
  - A kommunista párt vezetője – Gheorghe Gheorghiu-Dej (1955–1965), a Román Kommunista Párt főtitkára
  - Államfő – Ion Gheorghe Maurer (1958–1961), lista
  - Kormányfő – Chivu Stoica (1955–1961), lista
- San Marino (köztársaság)
  - San Marino régenskapitányai:
    1. Giuseppe Forcellini és Ferruccio Piva (1959–1960)
    2. Alvaro Casali és Gino Vannucci (1960)
    3. Eugenio Reffi és Pietro Giancecchi (1960–1961), régenskapitányok
- Spanyolország (totalitárius állam)
  - Államfő – Francisco Franco (1936–1975)
  - Kormányfő – Francisco Franco (1938–1973), lista
- Svájc (konföderáció)
  - Szövetségi Tanács:[2]
Max Petitpierre (1944–1961), elnök, Paul Chaudet (1954–1966), Friedrich Traugott Wahlen (1958–1965), Jean Bourgknecht (1959–1962), Willy Spühler (1959–1970), Ludwig von Moos (1959–1971), Hans-Peter Tschüdi (1959–1973)
- Svédország (parlamentáris monarchia)
  - Uralkodó – VI. Gusztáv Adolf király (1950–1973)
  - Kormányfő – Tage Erlander (1946–1969), lista
- Szovjetunió (szövetségi népköztársaság)
  - A kommunista párt vezetője – Nyikita Hruscsov (1953–1964), a Szovjetunió Kommunista Pártjának főtitkára
  - Államfő – 
    1. Kliment Vorosilov (1953–1960)
    2. Leonyid Brezsnyev (1960–1964), lista

  - Kormányfő – Nyikita Hruscsov (1958–1964), lista
- Vatikán (abszolút monarchia)
  - Uralkodó – XXIII. János pápa (1958–1963)
  - Államtitkár – Nicola Canali bíboros (1939–1961), lista
  - Apostoli Szentszék – Domenico Tardini bíboros (1952–1961), lista

## Afrika
- Csád (köztársaság)
- Francia Csád 1960. augusztus 11-én nyerte el függetlenségét.
  - Főbiztos – Daniel Doustin (1959–1960)
  - Államfő – François Tombalbaye (1960–1975), lista
  - Kormányfő – François Tombalbaye (1959–1975), lista
- Dahomey (köztársaság)
- Francia Dahomey 1960. augusztus 1-jén nyerte el függetlenségét.
  - Főbiztos – René Tirant (1958–1960)
  - Államfő – Hubert Maga (1960–1963), lista
  - Kormányfő – Hubert Maga (1958–1960), lista
- Dél-afrikai Unió (monarchia)
  - Uralkodó – II. Erzsébet Dél-Afrika királynője (1952–1961)
  - Főkormányzó –
    1. Lucas Cornelius Steyn (1959–1960)
    2. Charles Robberts Swart (1960–1961), lista

  - Kormányfő – Hendrik Verwoerd (1958–1966), lista
- Egyesült Arab Köztársaság (köztársaság)
  - Államfő – Gamal Abden-Nasszer (1954–1970),[3] lista
  - Kormányfő – Gamal Abden-Nasszer (1954–1962),[4] lista
- Elefántcsontpart (köztársaság)
- 1960. augusztus 7-én nyerte el függetlenségét.
  - Főbiztos –
    1. Ernest de Nattes (1957–1960)
    2. Yves Guéna (1960)

  - Államfő – Félix Houphouët-Boigny (1960–1993), lista
  - Kormányfő – Félix Houphouët-Boigny (1959–1960), lista
- Etiópia (monarchia)
  - Uralkodó – Hailé Szelasszié császár (1930–1974)[5]
  - Miniszterelnök – 
    1. Abebe Aregai (1957–1960)
    2. Imru Haile Selassie (1960), lista
- Felső-Volta (köztársaság)
- 1960. augusztus 5-én nyerte el függetlenségét.
  - Főbiztos – Paul Masson (1959–1960)
  - Államfő – Maurice Yaméogo (1959–1966), lista
- Gabon (köztársaság)
- 1960.augusztus 17-én nyerte el függetlenségét.
  - Főbiztos – Jean Risterucci (1959–1960)
  - Államfő – Léon M'ba (1960–1964), lista
  - Kormányfő – Léon M'ba (1957–1960), lista
- Ghána (köztársaság)
- Ghána nemzetközösségi terület 1960. július 1-jén vált Ghánai Köztársasággá.
  - Uralkodó – II. Erzsébet Nigéria királynője (1957–1960)
  - Főkormányzó – William Hare, (1957–1960)
  - Államfő – Kwame Nkrumah (1960–1966), lista
  - Kormányfő – Kwame Nkrumah (1952–1960),[6] lista
- Guinea (köztársaság)
  - Államfő – Sékou Ahmad Touré (1958–1984), lista
- Kamerun (köztársaság)
- Francia Kamerun 1960. január 1-jén nyerte el függetlenségét.
  - Főbiztos – Xavier Antoine Torré (1958–1960)
  - Államfő – Ahmadou Ahidjo (1960–1982), lista
  - Kormányfő – 
    1. Ahmadou Ahidjo (1958–1960)
    2. Charles Assalé (1960–1965) lista
- Kongói Köztársaság (Kongó-Brazzaville) (köztársaság)
- Francia Kongó 1960. augusztus 15-én nyerte el függetlenségét.
  - Főbiztos – Yvon Bourges, Francia Egyenlítői-Afrika főbiztosa (1958–1960)
  - Államfő – Fulbert Youlou (1960–1963), lista
- Kongói Demokratikus Köztársaság (Kongó-Léopoldville) (köztársaság)
- Belga Kongó 1960. június 30-án nyerte el függetlenségét.
  - Főkormányzó – Henri Cornelis (1958–1960)
  - Államfő – Joseph Kasa-Vubu (1960–1965), lista
  - Kormányfő – 
    1. Patrice Lumumba (1960)
    2. Joseph Iléo (1960)
    3. Albert Ndele (1960)
    4. Justin Marie Bomboko (1960–1961) lista

  -  Dél-Kasai (el nem ismert szecesszionista államalakulat)
  - 1960. június 14-én kiáltotta ki függetlenségét.
    - Államfő – Albert Kalonji (1960–1961), Dél-Kasai elnöke
    - Kormányfő – Joseph Ngalula (1960–1961), Dél-Kasai miniszterelnöke

  -  Katanga (el nem ismert szecesszionista állam)
  - 1960. július 11-én kiáltotta ki függetlenségét.
    - Államfő – Moise Csombe (1960–1963)
- Közép-afrikai Köztársaság (köztársaság)
- Ubangi-Sari 1960. augusztus 13-án nyerte el függetlenségét.
  - Főbiztos – Paul Bordier, (1958–1960)
  - Államfő – David Dacko (1960–1966), elnök
  - Kormányfő – David Dacko (1959–1960), elnök
- Libéria (köztársaság)
  - Államfő – William Tubman (1944–1971), lista
- Líbia (monarchia)
  - Uralkodó – I. Idrisz király (1951–1969)
  - Kormányfő – 
    1. Abdul Madzsíd Kubar (1957–1960)
    2. Muhammad Oszman Szaíd (1960–1963), lista
- Malgas Köztársaság
- 1960. június 26-án nyerte el függetlenségét.
  - Államfő – Philibert Tsiranana (1959–1972), lista
- Mali (köztársaság)
- A Szudáni Köztársaság 1960. augusztus 20-án nyerte el függetlenségét, a Mali Szövetség felbomlásakor, és 1960. szeptember 22-én Mali Köztársaságra változtatta nevét.
  - Államfő – Modibo Keïta (1960–1968), lista
  - Kormányfő – Modibo Keïta (1959–1965), lista
- Mali Szövetség (köztársaság)
- 1960. június 20-án nyerte el függetlenségét, majd 1960. augusztus 20-án felbomlott, és létrejött Szenegál és a Szudáni Köztársaság (lásd Mali).
  - Főbiztos – Jean Charles Sicurani (1958–1960)
  - Államfő – Modibo Keïta (1960)
  - Kormányfő – Modibo Keïta (1959–1960)
- Marokkó (alkotmányos monarchia)
  - Uralkodó – V. Mohammed király (1955–1961)
  - Kormányfő – Abdallah Ibrahim (1958–1960), lista
- Mauritánia (köztársaság)
- Mauritánia gyarmat 1960. november 28-án nyerte el függetlenségét.
  - Főbiztos – Pierre Anthonioz (1959–1960)
  - Államfő – Moktar Úld Daddah (1960–1978), lista
  - Kormányfő – Moktar Úld Daddah (1957–1961), lista
- Niger (köztársaság)
- Niger (gyarmat) 1960. augusztus 3-án nyerte el függetlenségét.
  - Főbiztos – Yvon Bourges (1958–1960), Francia Egyenlítői-Afrika főbiztosa
  - Államfő – Hamani Diori (1960–1974), lista
  - Kormányfő – Hamani Diori (1958–1960), lista
- Nigéria (monarchia)
- Nigéria gyarmat és protektorátus 1960. október 1-jén nyerte el függetlenségét.
  - Uralkodó – II. Erzsébet Nigéria királynője (1960–1963)
  - Főkormányzó – 
    1. Sir James Wilson Robertson (1955–1960)
    2. Nnamdi Azikiwe (1960–1963),[7] Nigéria főkormányzója

  - Kormányfő – Sir Abubakar Tafawa Balewa (1957–1966), lista
- Szenegál (köztársaság)
- 1960. augusztus 20-án nyerte el függetlenségét, a Mali Szövetség felbomlásával.
  - Főbiztos – Pierre Lami (1957–1960)
  - Államfő – Léopold Sédar Senghor (1960–1980), lista
  - Kormányfő – Mamadou Dia (1957–1962), lista
- Szomália (köztársaság)
- Brit Szomáliföld 1960. június 20-án nyerte el függetlenségét mint Szomáliföld Állam, amelyhez 1960. július 1-jén csatlakozott Olasz Szomália, így együtt létrehozták a Szomáli Köztársaságot.
  - Kormányzó – Sir Douglas Hall (1959–1960), Brit Szomáliföld kormányzója
  - Adminisztrátor – Mario Di Stefano (1958–1960), Olasz Szomália adminisztrátora
  - Államfő – 
    1. Muhammad Hadzsí Ibrahim Egal (1960), Szomáliföld miniszterelnöke (de facto államfője)
    2. Aden Abdullah Oszman Daar (1960–1967), lista

  - Kormányfő – 
    1. Abdullahí Issza (1956–1960), Olasz Szomália miniszterelnöke
    2. Muhammad Hadzsí Ibrahim Egal (1960), Szomáliföld miniszterelnöke
    3. Muhammad Hadzsí Ibrahim Egal (1960), Szomália miniszterelnöke
    4. Abdirasíd Ali Sermarke (1960–1964), lista
- Szudán (köztársaság)
  - Államfő – Ibrahim Abbúd (1958–1964), lista
  - Kormányfő – Ibrahim Abbúd (1958–1964), lista
- Togo (köztársaság)
- Francia Togoföld 1960. április 27-én nyerte el függetlenségét.
  - Főbiztos – Georges Spénale (1957–1960)
  - Államfő – Sylvanus Olympio (1960–1963), lista
  - Kormányfő – Sylvanus Olympio (1958–1961), lista
- Tunézia (köztársaság)
  - Államfő – Habib Burgiba (1957–1987), lista

## Dél-Amerika
- Argentína (köztársaság)
  - Államfő – Arturo Frondizi (1958–1962), lista
- Bolívia (köztársaság)
  - Államfő – 
    1. Hernán Siles Zuazo (1956–1960)
    2. Víctor Paz Estenssoro (1960–1964), lista
- Brazília (köztársaság)
  - Államfő – Juscelino Kubitschek (1956–1961), lista
- Chile (köztársaság)
  - Államfő – Jorge Alessandri (1958–1964), lista
- Ecuador (köztársaság)
  - Államfő – 
    1. Camilo Ponce Enríquez (1956–1960)
    2. José María Velasco Ibarra (1960–1961), lista
- Kolumbia (köztársaság)
  - Államfő – Alberto Lleras Camargo (1958–1962), lista
- Paraguay (köztársaság)
  - Államfő – Alfredo Stroessner (1954–1989), lista
- Peru (köztársaság)
  - Államfő – Manuel Prado Ugarteche (1956–1962), lista
  - Kormányfő – Pedro Gerardo Beltrán Espantoso (1959–1961), lista
- Uruguay (köztársaság)
  - Államfő – 
    1. Martín Echegoyen (1959–1960)
    2. Benito Nardone (1960–1961), lista
- Venezuela (köztársaság)
  - Államfő – Rómulo Betancourt (1959–1964), lista

## Észak- és Közép-Amerika
- Amerikai Egyesült Államok (köztársaság)
  - Államfő – Dwight D. Eisenhower (1953–1961), lista
- Costa Rica (köztársaság)
  - Államfő – Mario Echandi Jiménez (1958–1962), lista
- Dominikai Köztársaság (köztársaság)
  - De facto országvezető – Rafael Trujillo Molina (1930–1961)
  - Államfő – 
    1. Héctor Trujillo (1952–1960)
    2. Mario Echandi Jiménez (1960–1962), lista
- Salvador (köztársaság)
  - Államfő – 
    1. José María Lemus (1956–1960)
    2. Kormányzati Junta (1960–1961), lista
- Guatemala (köztársaság)
  - Államfő – Miguel Ydígoras Fuentes (1958–1963), lista
- Haiti (köztársaság)
  - Államfő – François Duvalier (1957–1971), Haiti örökös elnöke, lista
- Honduras (köztársaság)
  - Államfő – Ramón Villeda Morales (1957–1963), lista
- Kanada (parlamentáris monarchia)
  - Uralkodó – II. Erzsébet királynő, Kanada királynője, (1952–2022)
  - Főkormányzó – Georges Vanier (1959–1967), lista
  - Kormányfő – John Diefenbaker (1957–1963), lista
- Kuba (népköztársaság)
  - Államfő – Osvaldo Dorticós Torrado (1959–1976), lista
  - Miniszterelnök – Fidel Castro (1959–2008), lista
- Mexikó (köztársaság)
  - Államfő – Adolfo López Mateos (1958–1964), lista
- Nicaragua (köztársaság)
  - Államfő – Luis Somoza Debayle (1956–1963), lista
- Panama (köztársaság)
  - Államfő – 
    1. Ernesto de la Guardia (1956–1960)
    2. Roberto Francisco Chiari Remón (1960–1964), lista

## Ázsia
- Afganisztán (köztársaság)
  - Uralkodó – Mohamed Zahir király (1933–1973)
  - Kormányfő – Mohammed Daúd Khan (1953–1963), lista
- Bhután (abszolút monarchia)
  - Uralkodó – Dzsigme Dordzsi Vangcsuk király (1952–1972)
  - Kormányfő – Dzsigme Palden Dordzsi (1952–1964), lista
- Burma (köztársaság)
  - Államfő – Vin Maung (1957–1962), lista
  - Kormányfő – 
    1. Ne Vin (1958–1960)
    2. U Nu (1960–1962), lista
- Ceylon (alkotmányos monarchia)
  - Uralkodó – II. Erzsébet, Ceylon királynője (1952–1972)
  - Főkormányzó – Sir Oliver Ernest Goonetilleke (1954–1962), lista
  - Kormányfő – 
    1. Wijeyananda Dahanayake (1959–1960)
    2. Dudley Senanayake (1960)
    3. Szirimávó Bandáranájaka (1960–1965), lista
- Egyesült Suvadive Köztársaság (el nem ismert szakadár állam)
  - Államfő – Abdullah Afíf (1959–1963)
- Fülöp-szigetek (köztársaság)
  - Államfő – Carlos P. Garcia (1957–1961), lista
- India (köztársaság)
  - Államfő – Radzsendra Praszad (1950–1962), lista
  - Kormányfő – Dzsaváharlál Nehru (1947–1964), lista
- Indonézia (köztársaság)
  - Államfő – Sukarno (1945–1967), lista
  -  Indonézia Iszlám Állam (el nem ismert szakadár állam)
    - Vezető – Sekarmadji Maridjan Kartosuwirjo (1949–1962), imám
- Irak (köztársaság)
  - Államfő – Muhammad Nadzsíb ar-Rubaji(wd) (1958–1963), lista
  - Kormányfő – Abd al-Karím Kászím (1958–1963), lista
- Irán (monarchia)
  - Uralkodó – Mohammad Reza Pahlavi sah (1941–1979)
  - Kormányfő – 
    1. Manuher Egbal (1957–1960)
    2. Dzsafar Saríf-Emami (1960–1961), lista
- Izrael (köztársaság)
  - Államfő – Jichák Ben Cví (1952–1963), lista
  - Kormányfő – Dávid Ben-Gúrión (1955–1963), lista
- Japán (parlamentáris monarchia)
  - Uralkodó – Hirohito császár (1926–1989)
  - Kormányfő – 
    1. Kisi Nobuszuke (1957–1960)
    2. Hajato Ikeda (1960–1964), lista
- Jemen (monarchia)
  - Uralkodó – Ahmed bin Jahia király (1955–1962)
- Jordánia (alkotmányos monarchia)
  - Uralkodó – Huszejn király (1952–1999)
  - Kormányfő – 
    1. Hadzzá al-Madzsali (1959–1960)
    2. Bahdzsat Talhúni (1960–1962), lista
- Kambodzsa (monarchia)
  - Uralkodó – Norodom Szuramarit herceg (1955–1960), lista
  - Államfő –
    1. Csoup Hell (1960), ügyvivő
    2. Sziszovath Monireth herceg (1960)
    3. Csuop Hell (1960), ügyvivő
    4. Norodom Szihanuk herceg (1960–1970)

  - Kormányfő – 
    1. Norodom Szihanuk herceg (1958–1960)
    2. Pho Proeung (1960–1961), lista
- Kína (népköztársaság)
  - A kommunista párt főtitkára – Mao Ce-tung (1935–1976), főtitkár
  - Államfő – Liu Sao-csi (1959–1968), lista
  - Kormányfő – Csou En-laj (1949–1976), lista
- Dél-Korea (köztársaság)
- Az Első Dél-koreai Köztársaságot 1960. április 19-én követte a Második Dél-koreai Köztársaság.
  - Államfő – 
    1. Li Szin Man (1948–1960)
    2. Ho Dzsong (1960), ügyvivő
    3. Jun Boszon (1960–1962), lista

  - Kormányfő – 
    1. Ho Dzsong (1960)
    2. Csang Mjon (1960–1961), lista
- Észak-Korea (népköztársaság)
  - A kommunista párt főtitkára – Kim Ir Szen (1948–1994), főtitkár, országvezető
  - Államfő – Coj Jen Gen (1957–1972), Észak-Korea elnöke
  - Kormányfő – Kim Ir Szen (1948–1972), lista
- Laosz (monarchia)
  - Uralkodó – Szavangvatthana király (1959–1975)
  - Kormányfő – 
    1. Szounthone Pathammavong (1959–1960)
    2. Ku Abhai (1960)
    3. Szomszanith Vongkotrattana herceg (1960)
    4. Szuvanna Phuma (1960)
    5. Bunum herceg (1960–1962), lista
- Libanon (köztársaság)
  - Államfő – Fuad Csehab (1958–1964), lista
  - Kormányfő – 
    1. Rasíd Karami (1958–1960)
    2. Ahmed Daúk (1960)
    3. Szaeb Szalám (1960–1961), lista
- Malaja (parlamentáris monarchia)
  - Uralkodó – 
    1. Tuanku Abdul Rahman szultán (1957–1960)
    2. Sultan Hisamuddin Alam Shah szultán (1960)
    3. Tuanku Syed Putra szultán (1960–1965)

  - Kormányfő – Tunku Abdul Rahman (1955–1970),[8] lista
- Maszkat és Omán (abszolút monarchia)
  - Uralkodó – III. Szaid szultán (1932–1970)
- Mongólia (népköztársaság)
  - A kommunista párt vezetője – Jumdzságin Cedenbál (1958–1984), Mongol Forradalmi Néppárt Központi Bizottságának főtitkára
  - Államfő – Dzsamszrangín Szambú (1954–1972), Mongólia Nagy Népi Hurálja Elnöksége elnöke, lista
  - Kormányfő – Jumdzságin Cedenbál (1952–1974), lista
- Nepál (alkotmányos monarchia)
  - Uralkodó – Mahendra király (1955–1972)
  - Kormányfő – 
    1. Bisvesvar Praszad Koirala (1959–1960)
    2. Tulszi Giri (1960–1963), lista
- Pakisztán (köztársaság)
  - Államfő – Ayub Khan (1958–1969), lista
- Szaúd-Arábia (abszolút monarchia)
  - Uralkodó – Szaúd király (1953–1964)
  - Kormányfő – 
    1. Fejszál koronaherceg (1954–1960)
    2. Szaúd király (1960–1962)
- Tajvan (köztársaság)
  - Államfő – Csang Kaj-sek (1950–1975), lista
  - Kormányfő – Csen Cseng (1958–1963), lista
- Thaiföld (parlamentáris monarchia)
  - Uralkodó – Bhumibol Aduljadezs király (1946–2016)
  - Kormányfő – Szárit Thanarat (1958–1963), lista
- Törökország (köztársaság)
  - Államfő – 
    1. Celal Bayar (1950–1960)
    2. Cemal Gürsel (1960–1966), lista

  - Kormányfő – 
    1. Adnan Menderes (1950–1960)
    2. Cemal Gürsel (1960–1961), lista
- Dél-Vietnám
  - Államfő – Ngô Đình Diệm (1955–1963), lista
- Észak-Vietnam
  - A kommunista párt főtitkára – 
    1. Ho Si Minh (1956–1960)
    2. Lê Duẩn (1960–1986), főtitkár

  - Államfő – Ho Si Minh (1945–1969), lista
  - Kormányfő – Phạm Văn Đồng (1955–1987),[9] lista

## Óceánia
- Ausztrália (parlamentáris monarchia)
  - Uralkodó – II. Erzsébet királynő, Ausztrália királynője, (1952–2022)
  - Főkormányzó – 
    1. Sir William Slim (1953–1960)
    2. William Morrison (1960–1961), lista

  - Kormányfő – Sir Robert Menzies (1949–1966), lista
- Új-Zéland (parlamentáris monarchia)
  - Uralkodó – II. Erzsébet királynő, Új-Zéland királynője (1952–2022)
  - Főkormányzó – Charles Lyttelton (1957–1962), lista
  - Kormányfő – 
    1. Walter Nash (1957–1960)
    2. Keith Holyoake (1960–1972), lista